# Janez Čuk
Janez Čuk, slovenski igralec, * 24. junij 1933, Ljubljana, † 7. julij 1964.
Čuk je igralstvo študiral na AGRFT v Ljubljani. Njegova prva vloga je bila vloga Sandija v slovenskem celovečernem filmu Vesna. Napisal je tudi scenarij za kratki film Ribiške razglednice. Življenje je končal s samomorom.

## Vloge v celovečernih filmih
- Vesna, 1953
- Trenutki odločitve, 1955
- Dolina miru, 1956
- Ne čakaj na maj, 1957
- Dobro morje, 1957
- Dobri stari pianino, 1959
- Tri četrtine sonca, 1959
- Ti loviš, 1961
- Naš avto, 1962

## Vloge v kratkih filmih
- Nočna pustolovščina, 1960